# Milchlieferservice

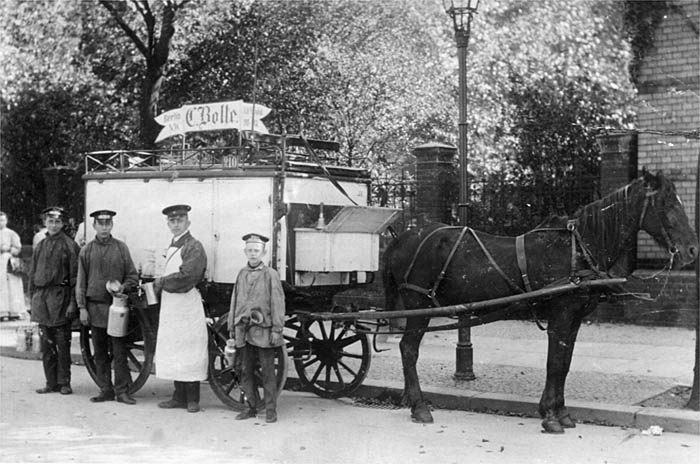
Eines der typischen Pferdefuhrwerke, das Milch und Milchprodukte auf Berlins Straßen am Ende des 19. Jahrhunderts verkaufte

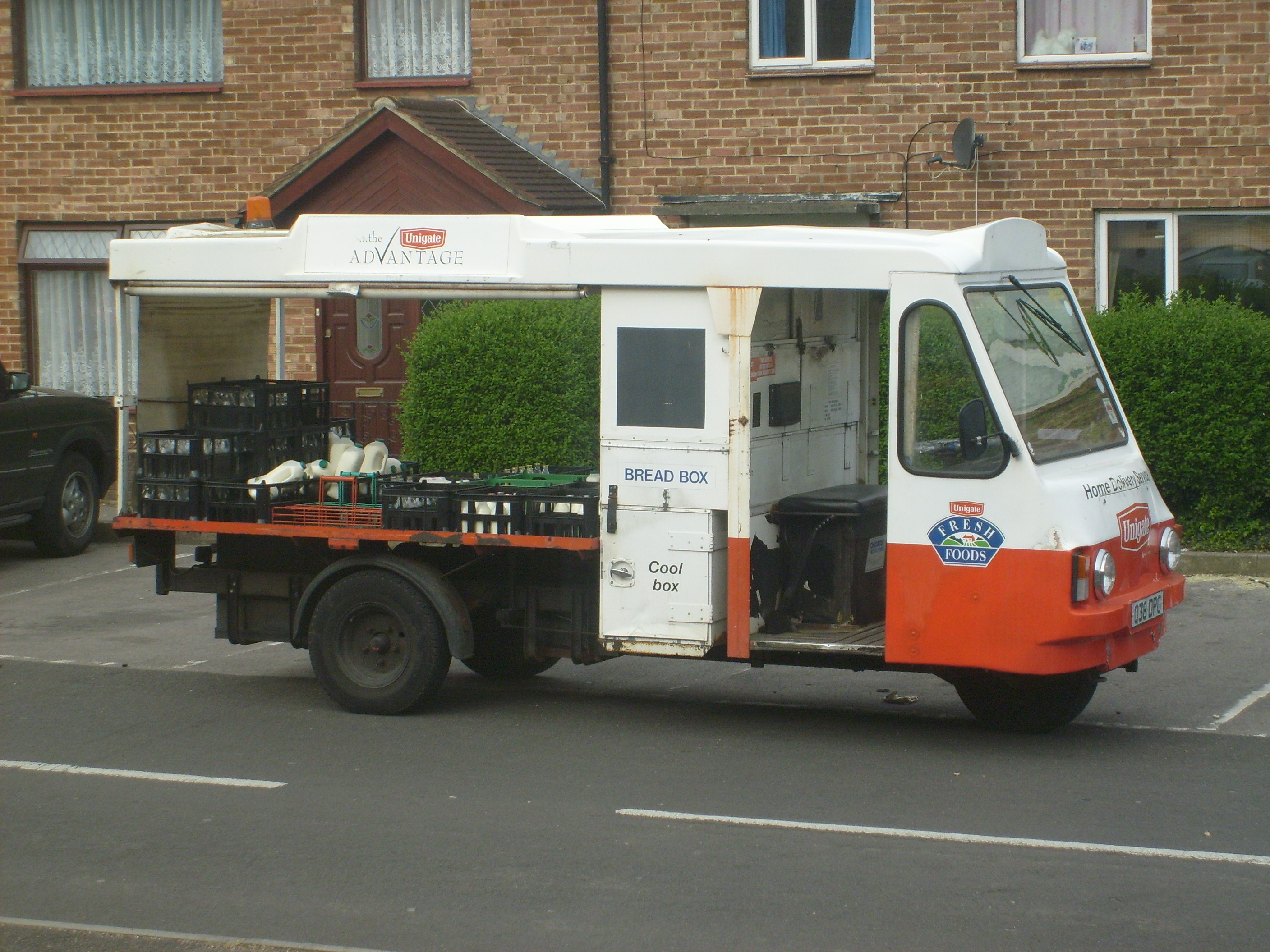
Britischer Milchlieferwagen (milk float) im Jahr 2008

Ein Milchlieferservice ist ein Lieferdienst, der vorrangig Milch und Milchprodukte ausliefert. Die Lieferanten von Milch wurden auch als Milchmann, Milchjunge, Milchfrau oder Milchmädchen bezeichnet.   

## Geschichte
Die tägliche Dienstleistung durch diese Personen, die mit Lieferwagen zu Wohngebäuden fuhren und die Milch auslieferten, gehörte lange Zeit insbesondere in England und den USA zur Alltagskultur. Nötig war dies, da Milchprodukte vor der Erfindung und Verbreitung von Kühlschränken bzw. Konservierungsverfahren wie der Pasteurisierung schnell verdarben. Daher wurde meist nur der Bedarf für ein oder zwei Tage angeliefert bzw. gekauft.
Bis heute gibt es in einigen Orten, etwa in London oder Basel, eine tägliche Anlieferung von Milch. Der Marktanteil sinkt jedoch kontinuierlich: 1980 wurde 89 % der in britischen Haushalten verbrauchten Milch dorthin geliefert. Dieser Anteil sank bis zum Jahr 2000 auf 27 % und betrug 2015 nur noch 3 %. In Deutschland wird zum Teil mit öffentlicher Förderung durch das Schulmilchprogramm der Europäischen Union an Schulen geliefert.
Die Nahversorgung mit Milch geschieht ansonsten heutzutage in westlichen Ländern meist im Selbsteinkauf sowie, zu einem wesentlich kleineren Teil, im Rahmen des Angebots von Lieferservice-Angeboten von Supermärkten und Online-Supermärkten. Zudem vertreiben vereinzelt, beispielsweise in Deutschland, landwirtschaftliche Betriebe Milch als Direktvermarktung. Zu einem großen Teil wird Milch in Einwegpackungen vertrieben, wenn auch unter dem Gesichtspunkt der Umweltfreundlichkeit oft Vorteile der Mehrweg-Milchflasche hervorgehoben werden. Verbraucher bevorzugen vielfach Einwegbehälter wegen ihres geringeren Gewichts.  Auf dem Lande und wenn man in der Nähe eines Milchbauern lebt, wird Milch auch in am Vortag vom Kunden bereitgestellte Milchkannen gefüllt. Die Bezahlung erfolgt oft, indem auf die Kanne das entsprechende Kleingeld hinterlegt wird.
Im 21. Jahrhundert werden Milchlieferungen an Privatwohnungen teils, etwa in Manhattan oder in Basel als Teil einer neuen Bewegung für Nachhaltigkeit und Ökologie vermarktet oder als neue Art des Unternehmertums interpretiert.

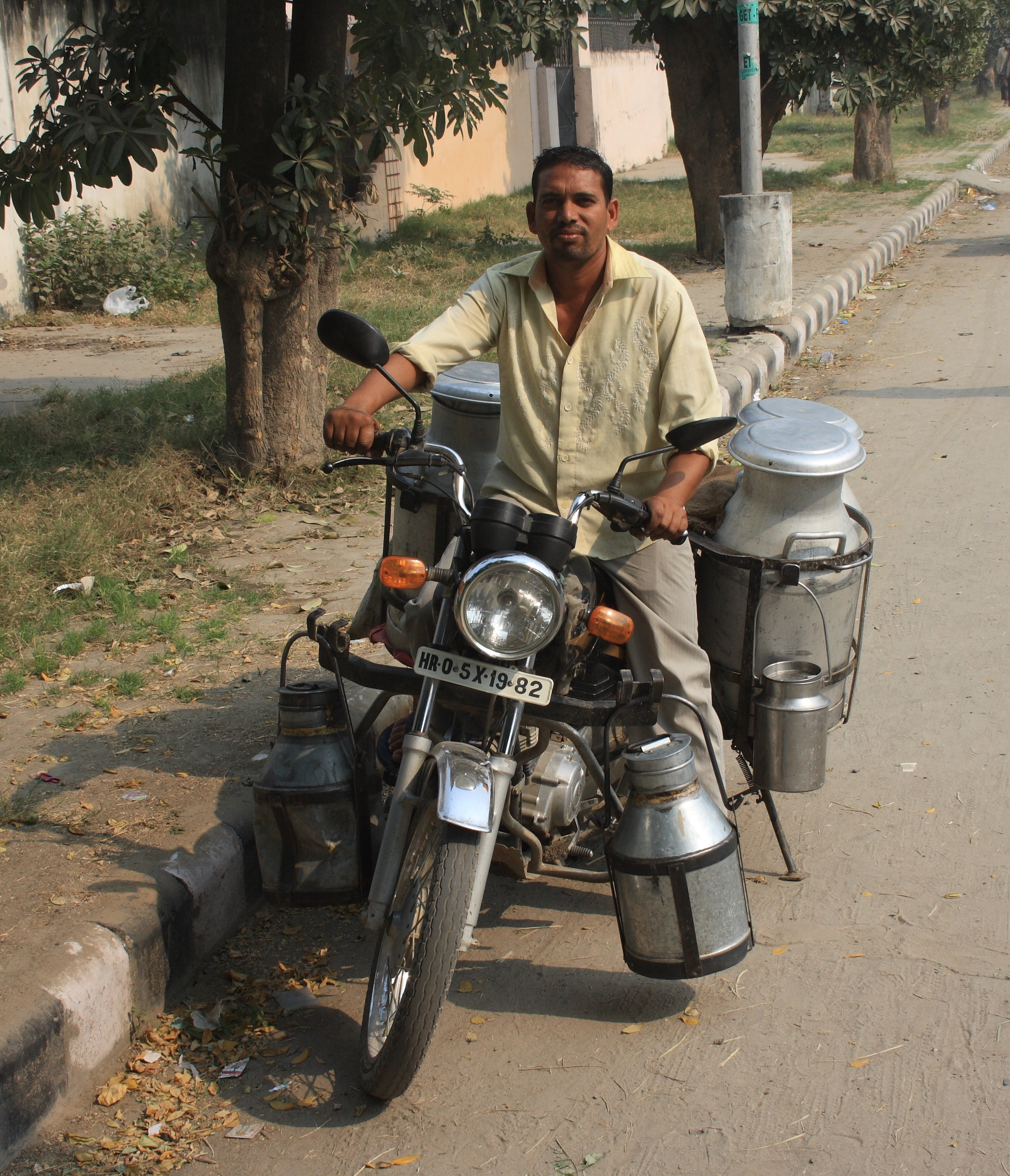
Ein indischer Milchmann unterwegs mit Milchkannen auf seinem Motorrad

In Indien ist es auch heutzutage üblich, die Milch vom Milchmann geliefert zu bekommen. Gerade im warmen indischen Klima ist die Frische besonders wichtig, zumal gekühlte Fahrzeuge kaum verbreitet sind.